# An den Mond
An den Mond ist ein Gedicht von Johann Wolfgang Goethe aus dem Jahr 1778.

## Inhalt

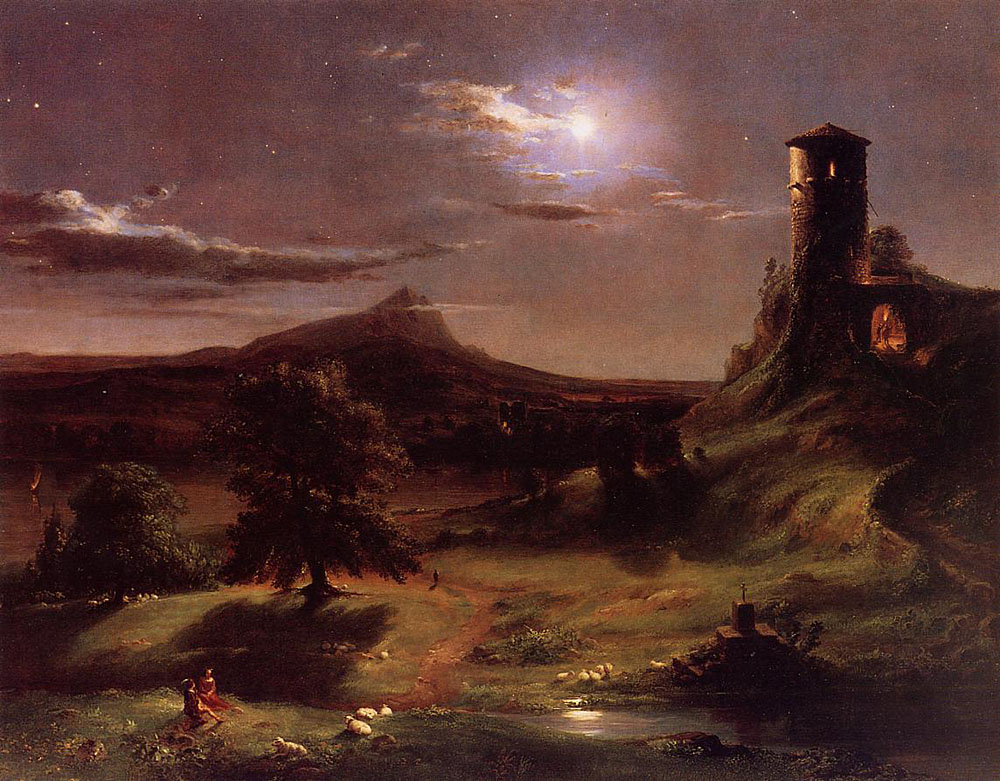
Thomas Cole: „Mondlicht“

Das Gedicht beginnt mit den folgenden Versen:
Füllest wieder Busch und Tal

Still mit Nebelglanz,

Lösest endlich auch einmal

Meine Seele ganz;
In der ersten Version von 1778 lautete die erste Strophe noch folgendermaßen:
Füllest wieder 's liebe Tal

Still mit Nebelglanz,

Lösest endlich auch einmal

Meine Seele ganz
Ausgehend von dem Naturerlebnis des aufgehenden Mondes sehnt sich das lyrische Ich nach Seelenruhe.
Die beiden letzten der insgesamt 9 (erste Fassung: 6) Strophen sprechen vom Wunsch nach Rückzug aus der Welt in Gemeinschaft mit einem Freund.
Selig wer sich vor der Welt

Ohne Haß verschließt,

Einen Freund am Busen hält,

Und mit dem genießt,

Was, von Menschen nicht gewusst

Oder nicht bedacht,

Durch das Labyrinth der Brust

Wandelt in der Nacht.
… Vollständiger Text bei Wikisource

## Kommentar
In Anthologien abgedruckt wird nicht nur die frühe Fassung des Gedichts aus der Zeit um 1776/78, die sich zwischen Briefen an Charlotte von Stein fand, sondern v. a. die Version von 1789, die vermutlich erst nach der Rückkehr von der Italienreise entstand.
Der beruhigende Rhythmus des Gedichts rührt von vier- und dreihebigen Trochäen sowie dem Zusammentreffen der Hebungen am Ende des Verses und am Beginn des nächsten, die immer wieder zu einem kurzen Halt zwingen.
Der Germanist Walter Hinck kommt bei seiner Interpretation dieses Gedichts zu dem folgenden Schluss:

„Im Gedicht An den Mond vollzieht sich die Beseelung der Freundschaftsdichtung, aber es ist auch die unergründliche Tiefe eines ‚Labyrinths‘, in die es weist.“